# 2010年度TVB8金曲榜頒獎典禮得獎名單
2010年度TVB8金曲榜頒獎典禮，於2010年12月19日晚上七時三十分假香港將軍澳電視廣播城舉行，本年頒發16項獎項，共30個獎項。

## 得獎名單

### TVB8金曲榜金曲獎
- 看月亮爬上來 - 張
- 知己 - 蔡卓妍
- 感覺真好 - 草　蜢
- 月光下 - 江美琪
- 我們很好 - 林　峯
- 成長 - Twins
- 往事剪接手 - 劉　璇
- 壞了 - 張芸京
- 信今生愛過 - 容祖兒
- 詩與胡說 - 何韻詩

### TVB8金曲榜最佳合唱歌曲獎
- 買一送一 - 陳奐仁、MC Jin

### TVB8金曲榜最佳音樂錄影帶演繹獎
- Water of Love - 鄭秀文

### TVB8金曲榜全球觀眾最愛粵語歌曲獎
- 直到你不找我 - 林　峯
- 桃色冒險 - 容祖兒

### TVB8金曲榜最佳作曲獎
- 花火 - 阿　信

### TVB8金曲榜最佳作詞獎
- 雙魚的責任 - 黃品源

### TVB8金曲榜最佳編曲獎
- Water of Love - 陳奐仁 for The Invisible Men

### TVB8金曲榜最佳歌曲監製獎
- 說謊 - 王治平

### TVB8金曲榜最佳新人獎
- 金獎：彭于晏
- 銀獎：江明娟
- 銅獎：吳若希

### TVB8金曲榜最佳唱作歌手獎
- 金獎：黃品源
- 銀獎：陳奐仁
- 銅獎：王梓軒

### TVB8金曲榜最佳組合獎
- 草　蜢

### TVB8金曲榜內地觀眾最愛男歌手獎
- 張

### TVB8金曲榜內地觀眾最愛女歌手獎
- 張芸京

### TVB8金曲榜最受歡迎男歌手獎
- 林　峯

### TVB8金曲榜最受歡迎女歌手獎
- 容祖兒

### TVB8金曲榜金曲金獎
- 我們很好 - 林　峯

## 播放媒體
是次頒獎典禮會由電視廣播有限公司（無綫電視）旗下頻道播放，包括，
- 香港：TVB8（直播）、翡翠台（轉播）
- 澳門：TVB8（直播）
- 中国：TVB8（直播）
- 越南：TVB8（直播）
- 新加坡：TVB8（直播）
- ：TVB8（直播）
- 美国：TVB8（轉播）

## 外部連結
- 2010年度TVB8金曲榜頒獎典禮 官方網站（页面存档备份，存于）